# Katherine Lee
Katherine Lee, née en 1909 à Glasgow au Royaume-Uni et morte le 22 octobre 1968 à Flushing aux États-Unis est une actrice américaine.

## Filmographie
- 1913 : None But the Brave Deserve the --? : Kitty
- 1913 : The Return of Tony : Little Rosa
- 1913 : The Actor's Christmas
- 1914 : The Militant
- 1914 : Neptune's Daughter de Herbert Brenon : princesse Olga
- 1914 : The Old Rag Doll
- 1914 : The Scales of Justice : Alice Dexter
- 1914 : When the Heart Calls
- 1914 : Merely Mother
- 1914 : The Tenth Commandment
- 1914 : A Woman's Folly
- 1914 : Hearts of Gold
- 1914 : The House of Silence
- 1915 : The Third Act
- 1915 : The Lady of Dreams
- 1915 : Fate's Protecting Arm
- 1915 : Heart Punch
- 1915 : The Studio of Life
- 1915 : The Hen's Duckling : Vivienne Charleroi
- 1915 : The Last of the Mafia
- 1915 : 'A Life in the Balance (it) : Baby Robbins
- 1915 : Silver Threads Among the Gold
- 1915 : Copper
- 1915 : The Master Hand : Dot
- 1915 : And by These Deeds
- 1915 : The Bludgeon : Rose Evendorr
- 1915 : The Magic Toy Maker
- 1916 : Madelaine Morel
- 1916 : Daredevil Kate : Irene's Child
- 1916 : The Unwelcome Mother : Hudson's Child
- 1916 : Her Double Life : Longshoreman's daughter
- 1916 : La Clef des champs (The Ragged Princess) : Little Katherine
- 1916 : La Fille des dieux (A Daughter of the Gods) : Nydia
- 1916 : Roméo et Juliette
- 1916 : Love and Hate : Myrtle Sterling
- 1917 : Love Aflame : Myrtle Sterling
- 1917 : Two Little Imps : Katherine
- 1917 : Jack et le Haricot magique (Jack and the Beanstalk)
- 1917 : Trouble Makers : Katherine
- 1918 : American Buds : Katherine
- 1918 : We Should Worry : Katherine
- 1918 : Doing Their Bit de Kenean Buel : Kate O'Dowd
- 1918 : Swat the Spy d'Arvid E. Gillstrom : Kaatherine Sheldon
- 1918 : Tell It to the Marines d'Arvid E. Gillstrom : Katherine Williams
- 1919 : Smiles d'Arvid E. Gillstrom : Katherine
- 1920 : The Circus
- 1922 : A Pair of Aces
- 1924 : The Side Show of Life : Evadne